# Edmond Rubbens
Edmond Maria Joachim Rubbens (Zele, 15 januari 1894 - 27 april 1938) was een Belgisch volksvertegenwoordiger en minister.

## Levensloop
Hij was een zoon van Armand Rubbens, geneesheer en burgemeester van Zele. Rubbens volgde humaniora aan het Sint-Barbaracollege in Gent en aan het Heilige Maagdcollege in Dendermonde. In 1912 ging hij geneeskunde studeren aan de Katholieke Universiteit Leuven. Na de onderbreking van zijn studies tijdens de Eerste Wereldoorlog koos hij voor de richting politieke en sociale wetenschappen. In 1922 werd hij doctor in de politieke en sociale wetenschappen. In 1927 behaalde Rubbens aan de KU Leuven ook het diploma van doctor in de rechten. Hij vestigde zich als advocaat in Zele. 
Tijdens zijn studies was hij actief in de Vlaamsgezinde katholieke studentenbeweging. Hij was voorzitter van de studentenbond in Zele en secretaris en voorzitter van de Oost-Vlaamse Gouwbond van het Algemeen Katholiek Vlaamsch Studentenverbond. Na de Eerste Wereldoorlog werd hij politiek actief in de Katholieke Partij, waar hij behoorde tot de Vlaamsgezinde en christendemocratische vleugel. In 1919 werd Rubbens lid van het dagelijks bestuur de Katholieke Vlaamsche Landsbond.
Hij werd in 1921 tot lid van de Kamer van volksvertegenwoordigers verkozen voor arrondissement Dendermonde en vervulde dit mandaat tot aan zijn dood. Hij was van 1928 tot 1929 voorzitter van het Katholiek Verbond van België. Hij vertegenwoordigde in deze instanties het ACW, waarvan hij van 1927 tot 1934 voorzitter was. Binnen het ACW was hij onder meer lesgever in de sociale scholen en spreker op de Vlaamse Sociale Weken. Tevens was hij een gezaghebbend medewerker van De Standaard; van 1922 tot 1933 commissaris van de raad van beheer van De Standaard en beheerder van Standaard Boekhandel. Hij was een van de drijvende krachten achter de vernieuwing van de Katholieke Unie in 1933 en de stichting van de Katholieke Vlaamse Volkspartij in 1936.
Van 1934 tot 1935 was Rubbens minister van Arbeid en Sociale Voorzorg in de regering-Theunis IV, van 1935 tot aan zijn dood in 1938 kreeg hij de bevoegdheid Koloniën in de regeringen onder Paul van Zeeland en Paul-Emile Janson. Als minister van Koloniën introduceerde hij Vlaamse leergangen aan de Koloniale Hogeschool van Antwerpen, stichtte hij een Vlaamse afdeling van de Koloniale Hogeschool in Brussel en richtte hij een commissie op om alle wetgevende teksten in Belgisch Congo in het Nederlands te laten vertalen.
Door een ziekte overleed Rubbens op 44-jarige leeftijd.

## Publicaties
- De Vlaamsche Kantnijverheid, Brussel, 1920.
- Om de levensvraag, Brussel, 1920.
- De opvoedkundige rol der Katholieke Vlaamsche Studentenbeweging, Baasrode, 1922.
- Een modern sprookje. De Katholieke Vlaamsche Meisjesbeweging, Brussel, 1922.
- Edouard Ducpétiaux 1804-1868 (2 Vol.), Brussel, 1922.
- Het gevaar van het Nationalisme. Een kritiek van het nationalisme en van het Vlaamsch nationalisme, Antwerpen, 1923.
- Charles Maurras. Enige beschouwingenover zijn persoon, zijn werk en zijn invloed, Brasschaat, 1926.
- Een kritiek der Vlaamsche Beweging, Antwerpen, 1927.
- Het Paaschei der Vlaamsche nationalisten. Het federaal statuut, in: De Tijd, 3 april 1931.